# Title Transfer Facility
De Title Transfer Facility (TTF) is een virtuele locatie voor aardgas in Nederland waar erkende programmaverantwoordelijken en handelaren aardgas kunnen overdragen binnen het gastransportnet van Gasunie Transport Services (GTS). Er wordt vaak gesproken over de TTF als virtuele marktplaats of handel op de TTF. Dit laatste houdt in dat partijen overeenkomen gas aan elkaar over te dragen op de TTF terwijl de feitelijke handel onderling (bilateraal), via een broker of op een beurs heeft plaatsgevonden.

## Ontstaan
Op de Nederlandse gasmarkt bestaan verschillende mogelijkheden om aardgas te verhandelen. Voorheen werd het grootste deel van het aardgas verhandeld op zogenaamde Gas Ontvang Station (GOS); een administratief verzamelpunt, dat zich bevindt op de grens van het landelijk gastransportnet en een (deel van een) regionaal gastransportnet.
Sinds de liberalisering in 2002 is de gasmarkt volop in ontwikkeling. Zo zijn in Europa verschillende (virtuele) gasmarktplaatsen ontstaan om de handel in aardgas te faciliteren en het liberalisatieproces in de energiemarkt te ondersteunen. Voor de Nederlandse markt besloot de toenmalige Dienst Toezicht Energie (DTe) om per 1 januari 2003 een nieuwe structuur voor de transporttarieven te ontwikkelen. In aanvulling hierop publiceerde de DTe op 30 augustus 2002 de Richtlijnen Gastransport 2003. Hierin is opgenomen dat een gastransportbedrijf op grond van de gaswet (artikel 12, lid 1) verplicht is vóór 1 oktober van elk jaar de indicatieve tarieven en voorwaarden bekend te maken.
Verder noemde de DTe in deze ‘Richtlijnen voor de transportvoorwaarden voor 2003’ dat vanaf 1 januari 2003 een entry- en exitmodel voor het Nederlandse hogedruknet geïntroduceerd moest worden. Een entry- en exitmodel  maakt het verhandelen van gas binnen het systeem mogelijk via een virtueel punt. De TTF is opgezet door de Nederlandse Gasunie in november 2002 en biedt marktpartijen de mogelijkheid om gas dat al in het GTS-systeem aanwezig is (‘entry-paid gas’) op de TTF over te dragen aan een andere partij. De TTF is de enige Nederlandse handelsplaats waar gas virtueel wordt verhandeld en waarbij het aardgas in het netwerk tussentijds van eigenaar kan wisselen.
Daarnaast is in deze richtlijnen opgenomen dat GTS een basisdienst moet aanbieden waarbij een netgebruiker zijn positie in het hogedruknet vooraf in balans moet kunnen brengen door het verhandelen van gas op de TTF. Deze handelsactiviteiten dienen plaats te vinden op een nationaal balanspunt vergelijkbaar met het National Balancing Point (NBP), Europa’s oudste gashandelsmarkt, in het Verenigd Koninkrijk. Volgens de European Spot Gas Markets gepubliceerd door ICIS Heren wordt de eerste (forward) transactie op de TTF gemeld op 26 november 2002.

## Hoe wordt er gehandeld op de TTF?
Partijen die willen handelen op de TTF moeten geregistreerd zijn als shipper bij GTS voordat zij kunnen toetreden. Via de TTF kan aardgas dat al aanwezig is in het landelijk gastransport (via een entrypunt  ingebracht) gemakkelijk van eigenaar verwisselen, voordat het op een exitpunt het transportnet verlaat. Voor de kopende partij doet de TTF dan dienst als een virtueel entrypunt, terwijl  de TTF voor de verkopende partij dienstdoet als virtueel exitpunt.
Het verhandelen van gas op de TTF kan op drie manieren:
- Over the counter (OTC) en bilateraal: zowel de kopende als verkopende partij kennen elkaar en sluiten een overeenkomst op de TTF;
- OTC en via een broker: een tussenpersoon brengt een kopende en verkopende partij bij elkaar;
- Beurs: een handelsplatform waar kopers en verkopers op anonieme wijze bij elkaar worden gebracht. APX, ICE-Endex en EEX zijn beurzen via welke partijen gas op de TTF kunnen verhandelen.

## Waarin wordt gehandeld?
Op de TTF kan het eigendom van het aardgas in verschillende producten worden overgedragen; commodity aardgas blijft daarbij hetzelfde, maar wordt als het ware op een andere manier verpakt. Op handelsbeurzen en via brokers worden een groot aantal standaardproducten verhandeld. De te verhandelen hoeveelheid aardgas wordt uitgedrukt als een capaciteit (uitgedrukt in MW) vermenigvuldigd met het aantal uren in de leveringsperiode. De meeste producten worden verhandeld in zogenaamde ‘standaard bundels’. Hierbij zijn de meest gangbare bundels 10 en 30 MW. Deze grote mate van standaardisering zorgt ervoor dat deze producten op een snelle en relatief risicoloze wijze kunnen worden doorverkocht.
De handel in standaard producten wordt vaak gekenmerkt door een spotmarkt en een forwardmarkt. Op de spotmarkt worden producten verhandeld die onmiddellijk of in de nabije toekomst (uiterlijk binnen 30 dagen) overgaan tot levering van het volume. Op dit deel van de curve worden de producten balance of day (BOD), day ahead (DA), working days next week (WDNW), weekend, balance of month (BOM) and month ahead (MA) verhandeld. Deze producten kunnen via diverse beurzen (APX, ICE-Endex en EEX etc.), brokers of bilateraal worden verhandeld. Een van de belangrijke functies van een spotmarkt is dat het marktpartijen in staat stelt hun inkoop- en verkooppositie met elkaar in evenwicht te brengen; het zogenaamde balanceren van de portfolio.
Op de forwardmarkt kunnen producten worden verhandeld met een levertijd die verder in de toekomst ligt dan dertig dagen. Momenteel kan op de TTF ongeveer vijf jaar vooruit worden gehandeld. De producten die op de forwardmarkt worden verhandeld zijn maand, kwartaal, zomer, winter en jaarproducten. De handel in producten op de forwardmarkt stelt partijen in staat hun inkoop- of verkoopbehoefte op de door hen gewenste manier in verschillende producten op verschillende momenten in de tijd af te dekken en eventueel aan te passen aan een veranderende behoefte. Daarnaast biedt een forwardmarkt ook aan financiële partijen de mogelijkheid posities in te nemen en op basis hiervan financiële producten voor hun klanten samen te stellen.
Non standaard producten:
Naast de handel in de standaardproducten vindt er ook handel in non-standaard producten, ook wel “structured products” genoemd, op de TTF plaats. Dit zijn dikwijls producten met afwijkende leveringsvoorwaarden die niet zomaar één op één verhandeld kunnen worden vanwege een afwijkende hoeveelheid, leveringsperiode of prijsindexatie. Voor het overgrote deel komen deze transacties tot stand in bilaterale contracten (soms met tussenkomst van een broker). Zo kan een koper de behoefte hebben een product te kopen dat op dat moment nog niet op de markt voor standaard producten gekocht kan worden, kan hij op zoek zijn naar een specifieke samenstelling van een aantal standaard producten in één transactie of wil hij een specifiek prijsrisico afdekken. Ook kan het zijn dat een producent een deel van zijn productie verder in de tijd wil verkopen.
Fysieke of financiële afwikkeling:
Bij de overdracht van het aardgas is een belangrijk onderscheid te maken tussen producten die uiteindelijk overgaan tot fysieke levering (“physical settlement”) en producten die financieel worden afgewikkeld (“cash settlement”). Hierbij is het een vereiste dat de koper en de verkoper van een transactie met fysieke levering een licentie A bij GTS heeft, zodat deze partij kan communiceren met de transporteur van het aardgas en aan haar verplichtingen kan voldoen.
Opties:
Naast de handel in derivaten wordt er op de TTF ook gehandeld in opties.
Weerderivaten:
Temperatuur heeft een enorme invloed op de vraag naar gas. Het weer is daarmee een van de belangrijkste risicofactoren voor de inkomsten van een energiebedrijf en daarmee van grote invloed op de aandelenkoers. Het merendeel van de grote energiebedrijven in Europa gebruiken zogenaamde weerderivaten om het risico op het weer (deels) af te dekken. Veelal zijn dit producten waarbij ofwel een volume risico wordt afgedekt, maar steeds vaker een volume en een prijsrisico wordt afgedekt.

## Ontwikkeling
Op 1 april 2011 is de Gaswet gewijzigd, waardoor een nieuw marktmodel is geïntroduceerd. Het doel van dit nieuwe marktmodel is de marktwerking op de Nederlandse gasmarkt te faciliteren. Daardoor is sinds 1 april 2011 de TTF in principe het overdrachtspunt voor het verhandelen van aardgas, zodat het gas in het GTS-systeem gemakkelijker van eigenaar kan verwisselen. Volgens de NMa verbetert meer handel in aardgas de liquiditeit.
Groei van volumes
Sinds de start van de TTF groeit de handel in aardgas via dit platform. Deze groei betreft zowel de geleverde volumes als het aantal keren dat gas van eigenaar verandert. Vlak na de start van de TTF was het verhandelde volume nog bescheiden ten opzichte van de totale Nederlandse vraag naar aardgas. In 2016 waren de TTF en de Britse handelsplaats National Balancing Point (NBP) de grootste handelsplatforms in Europa. De handel op de Nederlandse handelsplaats steeg in 2016 naar een recordhoogte met een verhandeld volume van 2197 bcm (2015: 1708 bcm).
Met fysiek verhandeld volume op de TTF wordt bedoeld dat gas door één partij in het GTS-netwerk wordt ingevoed, terwijl dezelfde hoeveelheid gas in dezelfde tijdseenheid door een andere partij aan het netwerk wordt onttrokken. Het gas wordt hierbij overgedragen via de TTF. GTS registreert het overgedragen gas door middel van een nominatie: een elektronisch bericht waarin de hoeveelheid gas, de periode, kopende en verkopende partij worden vermeld. Het is ook mogelijk gas over te dragen zonder dat er sprake is van fysieke invoeding en onttrekking. Dit kan bijvoorbeeld door ruim voor de leveringsperiode een hoeveelheid gas in te kopen, en deze nog voor levering door te verkopen aan een derde partij. Dit kan door een product te kopen en te verkopen, maar het kan ook door een product op te knippen in of samen te voegen tot andere producten. Een voorbeeld hiervan is het opknippen van een month-ahead-product in day-ahead producten.
Groei van liquiditeit
liquiditeit is een begrip waarmee aangegeven wordt hoe makkelijk het is om gas te verhandelen via een handelsplatform. Er zijn verschillende maten voor liquiditeit in omloop. Regelmatig gehanteerde maten zijn:
- De churn-rate (het aantal keer dat op een marktplaats een fysiek goed wordt verhandeld, voordat het wordt geleverd)
- Het aantal deals dat per tijdseenheid wordt gesloten
- Het aantal handelaren dat actief is
- De bied-laat-spreiding (het prijsverschil tussen de bied- en laatprijs op een bepaald moment)
- Marktdiepte (het aantal aanbiedingen aan de bied- of laatzijde op een gegeven moment)
- Handelshorizon
- Volatiliteit

Deze maten van liquiditeit kunnen zowel per product als  voor een gehele handelsmarkt worden bepaald. Dit kan door bijvoorbeeld de liquiditeit van alle producten op een markt te middelen.
Over het algemeen wordt gesteld dat NBP de meest liquide hub van Europa is en de TTF de meest liquide hub van het vasteland. De liquiditeit van de Amerikaanse hub '‘Henry hub’ is overigens nog vele malen groter. Onduidelijk is echter vanaf welke mate van liquiditeit een verdere toename nog bijdraagt aan de verhandelbaarheid op die markt.
De Autoriteit Consument en Markt (ACM) stelt dat liquiditeit van de TTF sinds de start sterk is toegenomen. De ACM kijkt naar een aantal maten voor liquiditeit, waaronder de churn ratio en de bied-laat-spreiding. GTS geeft aan dat de churn ratio in 2011 uitgekomen is op bijna 17, dit is vergelijkbaar met het niveau van het NBP. ICIS Heren rapporteert in de zomer van 2012 zelfs een waarde boven de 20, waarmee de TTF het grootste deel van 2012 de hoogste waarde had van alle Europese hubs. Zowel ICIS Heren als GTS kijkt hier niet naar de volumes die op de beurs verhandeld worden. Als die meegenomen worden heeft het NBP veruit de hoogste churn ratio. De grenswaarde tussen een illiquide en een liquide markt is subjectief, maar vaak worden waardes tussen de 8 en de 15 genoemd. De TTF voldoet dus sinds kort aan de strengste eis die publiek gesteld wordt voor liquiditeit op basis van de churn-ratio.
ICIS Heren publiceert sinds 2007 ook per kwartaal een score voor een aantal grote Europese hubs op basis van de bied-laat-spreiding. Sinds het tweede kwartaal van 2011 haalt de TTF ieder kwartaal een score van 19 van de maximaal 20 punten, terwijl het NBP sindsdien schommelt tussen de 18 en de 20 punten, met een score van 19 in het derde kwartaal van 2012. De derde en vierde plaats werden in dat kwartaal ingenomen door de twee Duitse hubs, respectievelijk de NCG met 16 punten en de Gaspool met 10 punten.
Groei aantal handelaren
Ook wat betreft het aantal handelaren dat gemiddeld over een jaar per dag actief is geweest maakt de TTF een sterke groei door. Ieder jaar sinds 2003 is sprake geweest van een toename, beginnend met gemiddeld 16 handelaren per dag in 2003 tot 106 in 2013. Het voorlopig maximum werd gehaald in oktober 2013, toen een aantal dagen 112 handelaren actief was.

## Toekomst TTF
Een goed functionerende gashandelsplaats zorgt voor een betere marktwerking; vragers en aanbieders kunnen elkaar gemakkelijk vinden en de prijs wordt bepaald aan de hand van vraag en aanbod. In de toekomst ziet de Nederlandse overheid een belangrijke rol weggelegd voor de TTF in de ambitie om de gasrotonde van Noordwest-Europa. Enerzijds is deze ambitie gericht op het veiligstellen van aardgas voor de Nederlandse markt en anderzijds moet de gasrotonde de internationale concurrentiepositie verstevigen. De TTF vervult als centrum van de gasrotonde een aantal functies waaronder het in- en verkopen van gas, optimalisatie van portfolio’s voor bedrijven, waarbij producten zoals gasopslag een rol kunnen vervullen en tot slot het bij elkaar brengen van vraag en aanbod.